# عملية MH-2
كانت عملية MH-2 (بالمقدونية: Операција МХ-2) أول معركة كبيرة (جزء من هجوم كومانوفو) في منطقة كومانوفو خلال التمرد في جمهورية مقدونيا. كانت أهداف العملية هي إنشاء ممر بين قريتي سلوبتشاني وليبكوفو للتواصل مع ألشفشيف، وبالتالي منع جميع القرى من التواصل فيما بينها وإزالة جميع قرى «الإرهابيين». وقُتل جنديان في كمين واختطف واحد.

## ما قبل العملية
بدأ أبريل / نيسان 2001 في مقدونيا بزيارات واجتماعات سياسية.
2 أبريل
في 2 أبريل، رفض الممثل الأعلى للاتحاد الأوروبي خافيير سولانا ومفوض الاتحاد الأوروبي للشؤون الخارجية كريس باتون فكرة الألبان المقدونيين للوساطة الدولية في الصراع، قائلين إن مقدونيا نفسها يجب أن تحل مشاكلها بالوسائل السياسية. شارك الأمين العام لحلف الناتو جورج روبرتسون في هذا الرأي. وكان الزعيم الرئيسي في هذه العملية هو الرئيس المقدوني بوريس ترايكوفسكي. بدأ في التفاوض مع جميع القوى السياسية في البلاد، رافضًا مع ذلك، جميع الاتصالات مع جيش التحرير الوطني ANO. اتفقت الأحزاب السياسية المقدونية والألبانية على إجراء تعداد سكاني، وإعادة بناء المنازل التي دمرت وتضررت نتيجة القتال، وتكثيف عودة اللاجئين.
23 أبريل
في اجتماع عقد في 23 أبريل، قررت الأطراف تأجيل التعداد. بالطبع، لم يكن جيش التحرير الوطني ANO راضياً عن مثل هذا التطور في عملية التفاوض.
24 أبريل
وفي 24 أبريل، أرسل علي أحمدي رسالة مفتوحة إلى الأمين العام للأمم المتحدة كوفي أنان، والأمين العام لحلف الناتو جورج روبرتسون، ورئيس المفوضية الأوروبية رومانو برودي، ورئيس OSSE ميرتشا جيوانا.  أوضحت الرسالة سبب حمل الألبان المقدونيين السلاح، وأكدت أن جيش التحرير الوطني (ANO) لم يكن ضد وحدة أراضي مقدونيا، وقدمت مرة أخرى المتطلبات الأساسية - الاعتراف بالألبان المقدونيين كدولة دستورية، والإفراج عن السجناء السياسيين، وجامعتهم الخاصة، والوصول إلى السلطة على نطاق أوسع. ... تم توضيح أن الأحزاب الألبانية في الجمعية المقدونية لم تكن قادرة على تلبية هذه المطالب بالوسائل السياسية وفقدت مصداقيتها في أعين السكان الألبان. توقع جيش التحرير الوطني أن الرسالة ستقودهم إلى عملية تفاوض، حيث سيتم تعريف جيش التحرير الوطني كقوة سياسية، لكن هذا لم يحدث وتحدث السلاح مرة أخرى. هذه المرة، قامت هيئة الأركان العامة لـ جيش التحرير الوطني، التي سيطرت سيطرتها رسميًا في نهاية شهر مارس على يد الجنرال جزيم أوستريني، بتخطيط العمليات العسكرية بعناية أكبر.
آواخر أبريل
وفي الأسبوع الأخير من أبريل / نيسان، تحصنت مفارز المسلحين مرة أخرى على الأراضي المقدونية في مناطق شار جورا الجبلية، استعدادًا لشن هجوم جديد على تيتوفو، على الرغم من زيادة تواجد الجيش والشرطة في المنطقة.في معظم الحالات، عبر المسلحون الحدود بشكل قانوني كمدنيين ثم اندمجوا بسرعة مع السكان المحليين.
بينما كان السياسيون يتحدثون، زادت الحكومة المقدونية المنطقة الحدودية بمقدار 10 كيلومترات، مما وفر الظروف لإجراء العمليات العسكرية لحركة أرمينيا. قامت دوريات مشتركة من الجيش والشرطة بتفتيش الطرق بين المستوطنات غرب وشمال تيتوفو، حيث دارت معارك في مارس.كما وقعت حوادث - في 2 أبريل في سيلس، أطلقت الشرطة المقدونية النار وقتلت ألبانيًا يبلغ من العمر 16 عامًا بحضور والده. في ذلك اليوم، في منطقة جراكاني، اصطدمت سيارة تابعة للقوات المسلحة بلغم، وأصيب جندي واحد. مباشرة بعد الحادثة، قامت منظمة بتمشيط المنطقة واحتجزت أربعة ألبان يبلغون من العمر 17 عامًا وعددًا كبيرًا من الأسلحة.
2 مايو
في 2 مايو، في منطقة ليبكوفو، تم إطلاق النار على دورية للشرطة، لكنها، مع ذلك، لم تجرؤ على دخول المستوطنة.
كانت هذه الحوادث، بالإضافة إلى الوجود الواضح لمسلحي جيش التحرير الوطني في مستوطنات منطقة كومانوفو- ليبكوفو، تحديًا مباشرًا للدولة، وفي نفس اليوم عهد مجلس الأمن القومي المقدوني إلى جيش جمهورية مقدونيا ووزارة الشؤون الداخلية بشن عملية هجومية لهزيمة وحدات جيش التحرير الوطني غرب كومانوفو واستعادة السيطرة على المستوطنات التي تم الاستيلاء عليها. تم تسمية العملية "MX-2"، نصت على تسيير الأعمال العدائية.
3 مايو
قبل بدء الهجوم، أُعطي سكان القرى الواقعة في الغرب من كومانوفو، والتي كانت تحت سيطرة جيش التحرير الوطني، إنذارًا نهائيًا لمغادرة منازلهم بحلول الساعة 15:00 يوم 3 مايو وإخلاء المنطقة. أثار استئناف الأعمال العدائية في مقدونيا قلق ألبانيا المجاورة، وبدءًا من 3 مايو، بدأت في تعزيز حماية الحدود، وأرسلت مجموعات عسكرية ومدفعية لهذا الغرض.
4 مايو
في 4 مايو، واصل الجيش المقدوني توجيه ضربات مدفعية وجوية على مواقع المسلحين، وبضربة مفاجئة، تمكنت فرقة اللواء الأول من جيش المقدوني في دخول فاكسينس. سرعان ما صدر أمر بالعودة إلى مواقعهم الأصلية، وتم التخلي عن فاكسينس. حاول المسلحون الهجوم المضاد، لكن لم ينجحوا. 
5 مايو
في اليوم التالي، استقرت وحدات الجيش المقدومي في قريتي لوباتي وريزانوفيتس. لكن الهجوم استمر ببطء بسبب إجلاء السكان المدنيين من المستوطنات الخاضعة لسيطرة جيش التحرير الوطني. اتهمت الحكومة المقدونية جيش التحرير الوطني باستخدام السكان كـ «درع بشري» وحظر الإخلاء. ونفى جيش التحرير الوطني الاتهامات، قائلاً إن السكان يبقون طواعية في منازلهم. في محاولة لإضعاف الهجوم على فاكسينس وسلوبتشاني، أصبح المسلحون أكثر نشاطًا في منطقة تانوشفتسي. في 5 مايو، أصيب ثلاثة من جنود الجيش المقدوني عندما انفجرت سيارتهم بواسطة لغم في المنطقة. 
6 مايو
في 6 مايو، استمرت الضربات النارية على مواقع المسلحين. وفي منطقة تانوشفتسي، أصيب 6 عسكريين آخرين. أعلن رئيس الوزراء ليوبكو جورجيفسكي أنه سيثير قضية إعلان «حالة الحرب» في جميع أنحاء البلاد.
7 مايو
في 7 مايو، تقدمت وحدات الجيش المقدوني نحو قرية أوباي، حيث كانت المقاومة ضعيفة. وفي إعلان رسمي صادر في ذلك اليوم، أعلن الجيش المقدوني أنه دمر 14 موقعا و 8 مخابئ و 7 مواقع قناصة وثلاثة مستودعات ذخيرة وموقع هاون.
أصبح جيش التحرير الوطني في منطقة تيتوفو أكثر نشاطًا أيضًا. في 7 مايو، تم إطلاق النار على دورية للشرطة بالقرب من بروديتس. في اليوم التالي، في نفس المنطقة، دخل الجيش والشرطة في معركة مع جيش التحرير الوطني، التي ألغمت الطريق بين بريزوفيتشا وفايس. 

## شريط مؤامرة بريطاني
في 7 مايو / أيار، قام مدير إدارة السلامة العامة في وزارة الداخلية زفونكو كاشارسكي بحساء من السفارة البريطانية في هيئة أركان الجيش المسلح في أرمينيا بتصوير شريط فيديو للقرى التي كان من المفترض أن تسترد من الإرهاب في العملية. تم استعراض الشريط ولكن لم يتم أخذه في الاعتبار.

## تنفيذ العملية MH - 2
8 مايو
في المرحلة الأولى، كان من المتصور توحيد مجموعتين في منطقة ألاشيفتس، وهزيمة الجماعات التخريبية والإرهابية خارج المستوطنات ومحاصرة المستوطنات التي يتواجد فيها المسلحون. في المرحلة الثانية، تم التخطيط لتطهير القرى المحصورة من قبل حركة المقاومة الإسلامية ووزارة الداخلية. كان من المقرر أن يبدأ الهجوم في 8 مايو، وتم تحديد الموعد النهائي للعملية في 25 مايو.
بدأت عملية MH-2 رسميًا في 8 مايو، وفقًا لخطة وافق عليها الرئيس . في الاتجاه الرئيسي القرى (أوباي- أوريزار- سلوبتشاني)، هاجمت التقسيمات الفرعية للواء المدرع الأول التابع لـ الجيش المقدوني فاكسينتس ولويانغ. بعد مواجهة ترفض الضعف، تمكن الجيش المقدوني من حصار لويانغ وفاكسينتس وأوريزار والاستيلاء على قرى أوباي ولوباتي. تراجع بعض المسلحين من سلوبتشاني إلى فاكسينتس. وأثناء الانسحاب، أطلقت طائرات هليكوبتر من طراز Mil Mi-8 النار على المسلحين، مما تسبب في خسائر لهم. ومع ذلك، فإن خطة العمل السنوية لم تتمكن من السيطرة على سلوبتشاني. في ذلك اليوم، هزمت فرق اللواء المدرع الأول من الجيش المقدوني أيضًا من جيش التحرير الوطني (حوالي 20 مسلحًا) في منطقة مستوطنة خام نيشكا، شمال فاكسينتس.
بدأت القوات المقدونية في إزالة الألغام من الحقول في الساعة الثامنة من صباح اليوم وهاجمتها كتيبة ميكانيكية بدعم من قرى المدفعية: ليوبودراغ ولوباتي وأوريزار . تم حجب كتيبة واحدة من الدبابات وهجمت كتيبة ميكانيكية فاكسينس. تم ضم 480 شرطيا لدعم الجيش لكن الهجوم الذي بدأ بنجاح في نفس اليوم أوقفه الرئيس في الساعة 14:00 بحجة تفادي وقوع إصابات في صفوف المدنيين. (عُرف فيما بعد أن الهجوم توقف مقابل الموافقة على دخول الحكومة الائتلافية الجديدة التي يجري تشكيلها). ثم قرر الجنرال باندي بتروفسكي تنفيذ عملية لفرض السيطرة على كل قرية على حدة وبدأ في إعداد الوحدات العسكرية لذلك.تم التخطيط لعمليات الاستيلاء على لويانغ وفاكسينتس.
9 مايو
في هذه الأثناء، في 9 مايو، في بيان مشترك، أعلن قادة القوى السياسية الرئيسية في مقدونيا ليوبشو جورجيفسكي (VMRO - DPMNE)، وبرانكو كرفينكوفسكي (SDSM)، وأربن جافيري (DPA) وإيمري إيميري (PDP) عن اتفاقية من شأنها تنظيم إنشاء حكومات «التوحيد الوطني» بمشاركة واسعة من الألبان المقدونيين. ومع ذلك، لم يؤد هذا الحدث، الذي وافق عليه المجتمع الدولي على نطاق واسع، إلى السلام في دولة البلقان الصغيرة.
10 و 11 مايو
في 10 و 11 مايو / أيار، شن الجيش الملكي غارات مدفعية وجوية ضد أهداف فردية. في 10 مايو، تم تدمير مخبأ جيش التحرير الوطني في قرية أولتيا، وقتل أربعة مسلحين. في هذا اليوم، شوهدت وحدات جيش التحرير الوطني شمال سكوبيه، في قريتي فيشنيتسا ونيكوشتاك، لكن الجيش المقدوني لم يظهر أي نشاط.
12 مايو
في 12 مايو، هاجمت مروحيات الجيش المقدوني مواقع جيش التحرير الوطني في منطقتي سلوبتشاني وفاكسينتس. صرح الجيش المقدوني أنه تمكن من تدمير حوالي 30 مسلحًا. وذكر جيش التحرير الوطني أنه لم يتكبد أي خسائر وأن جميع المستوطنات الواقعة غربي كومانوفو لا تزال تحت سيطرته.
13 مايو
في 13 مايو تم الإعلان عن تشكيل الحكومة الجديدة لـ «الجمعية الوطنية». واصلت وزارة الشؤون الداخلية (Lube Boskoski) ووزارة الدفاع (Vlado Buczkowski) عملهما مع الوزراء الجدد .
14 و 15 مايو
في 14 و 15 مايو / أيار، استمر إطلاق النار في منطقة كومانوفو دون تغيير الوضع.اشتد القتال في منطقة تيتوفو (بداية معركة تيتوفو). في 14 مايو، أطلقت مدفعية الجيش المقدوني النار على جيش التحرير الوطني في منطقة نهر فييسكا، بالقرب من فيتسى.
في 15 مايو، تعرضت عربة مدرعة تابعة للشرطة لإطلاق النار بالقرب من قرية ليسيتس، وأصيب شرطي بجروح. في 15 مايو، أصدرت الحكومة الجديدة لـ «التوحيد الوطني» تحذيرًا للمسلحين لتحرير منطقة كومانوفو خلال الـ 48 ساعة القادمة، وإلا فإن هجومًا قويًا سيتبع. بطبيعة الحال، لم تقبل منظمة جيش التحرير الوطني الإنذار، قائلة إن قواتها ستقاتل. كان للإنذار بعض التأثير على الألبان المحليين - فقد زاد تدفق اللاجئين من المستوطنات التي قصفها الجيش المقدوني بشكل ملحوظ، مما أدى إلى تمديد الإنذار.
18 مايو
بعد انتهاء صلاحيتها في 18 مايو، استأنفت مدفعية الجيش المقدوني قصف سلوبتشاني وأوريزار وفاكسينتس.لم يكن القصف شديدًا واستمر بشكل متقطع حتى 23 مايو. وخلال هذه الفترة، سقط ثلاثة جرحى من الجيش المقدوني واعتقل جندي في منطقة الحرس .
21 مايو
في 21 مايو / أيار، نفذ جيش تحرير كوسوفو (الجيش المقدوني) عملية أوغان المحدودة ضد مجموعة من المسلحين كانوا يختبئون في قرية روزينيتس شمال فاكسينتس تم تنفيذ العملية بواسطة الكتيبة السادسة للأغراض الخاصة AWP Wolves بدعم من الكتيبة MLRS Ogan من AP المختلطة الأولى. في الصباح الباكر من يوم 21 مايو، تعرضت المنازل التي كان يقيم فيها المسلحون من قبل كتيبة MLRS لإطلاق النار، وبعد ذلك دخلت كتيبة "Wolves " القرية.. في الوقت نفسه، بدأ الجيش المقدوني هجومًا تحويليًا تجاه سلوبتشاني وأوريزار وليبكوفو وفاكسينتس. وعندما تلقى المسلحون معلومات عن وجود القوات الحكومية في روزينس، أرسلوا تعزيزات إلى القرية من سلوبتشاني وفاكسينتس. قام الجنود المقدونيون بإلقاء القبض على العديد من المشتبه بهم، وثلاث بنادق آلية قديمة من طراز M-48 وتدمير المستودع المكتشف بالوقود والذخيرة، وغادروا روزينس .
22 مايو
ربما أثرت العملية في روزينس بطريقة ما على جيش التحرير الوطني، لأنه في 22 مايو أطلق المسلحون سراح جندي مقدوني تم إحتجازه في 3 مايو في فاكسينتس ، لكن في منطقة تيتوفو هاجموا دورية الشرطة. وأصيبت ناقلة جند مصفحة من طراز الهرميلين وأصيب 11 شرطيا مقدونيا بجروح . 
في نفس المنطقة ، تم إطلاق النار على مواقع الجيش المقدوني في ذروة بوبوف شابكا من عامل منجم. في اليوم التالي ، وقعت مناوشات في منطقة تيتوفو ومنطقة كومانوفو.
24 مايو
في 24 مايو / أيار ، استمر إطلاق النار في منطقتي تيتوفو وكومانوفو؛ بالقرب من فاكسينتس ، أصيب ستة من ضباط الشرطة خلال قصف من قرية .
25 مايو
على خلفية الألعاب السياسية ، في 25 مايو في تمام الساعة 08:00، أطلق الجيش والشرطة عملية معدة ضد فاكسينتس ولويانغ. ولمدة أربعين دقيقة ، قصفت المدفعية مواقع المسلحين في جميع القرى الواقعة غرب كومانوفو، باستثناء فاكسينتس. بعد إعداد المدفعية ، شنت كتيبة mtbr ARM 3 هجومًا خاطئًا على سلوبتشاني. حاصرت وحدات اللواء أوريزار ، ودخلت طريق أوريزار-أوتيليا وتوقفت. في هذا الوقت ، قامت فرق اللواء المدرع الأول التابع لـلجيش المقدوني بسد مستعمرة فاكسينتس ، واستولت وحدات الكتيبة السادسة ذات الأغراض الخاصة التابعة لـ ARM Wolves على منجم الكروم بالقرب من لويانغ، مما أدى إلى قطع مسار المسلحين من فاكسينتس إلى الحدود اليوغوسلافية.
ثم دخلت القوات الخاصة التابعة للشرطة «النمور» القرى وبدأت تمشيطها. انتهى تطهير مستعمرة لويانغ في نفس اليوم ، لكن تطهير فاكسينتس استمر الي 26 مايو.في هذه القرية (فاكسينتس)، أظهر المسلحون مقاومة شرسة ، وقاتلوا من أجل كل منزل تقريبًا ، لكنهم هُزموا في النهاية ، بعد أن فقدوا أكثر من عشرة مقاتلين ، من بينهم قائد اللواء 113 من جيش التحرير الوطني فاضل النيماني (القائد النمر) ونائبه. وأعلنت القوات الجوية والشرطة عن خسائرهما في عدد جريح شرطي. محطة العمل والشرطة لم يبقوا في القرية لفترة طويلة ، وفي أقل من أسبوع ترسخ مقاتلوا جيش التحرير الوطني مرة أخرى في فاكسينتس.
في ذلك اليوم ، قُتل ألباني محلي بالرصاص في حادثة على طريق عطية - ماتيش. وخوفا من الانتقام أمر قائد الشرطة في ماتيش الشرطة بعدم دخول الجزء الشمالي (الألباني) من القرية. أدى هذا القرار إلى إخلاء جماعي للسكان غير الألبان من القرية ، وتحولت الشرطة في ماتيش إلى الجيش المقدوني للحصول على المساعدة ، وطلبت الدبابات وناقلات الجنود المدرعة ، على الرغم من وجود حوالي 100 من ضباط الشرطة في القرية ، الذين لم يتعرضوا للهجوم بعد.  بعد كل شيء ، تمركزت دبابة في ماتيش.وفي اليوم نفسه ، هاجمت وحدات جيش التحرير الوطني مركز الشرطة في ماتيش. تم صد الهجوم ، لكن أصيب سبعة من ضباط الشرطة.وأصيب عدد آخر من ضباط الشرطة والجنود في جيش تحرير كوسوفو (الجيش المقدوني) خلال القتال في 25 و 26 مايو في منطقة قرية أوباي قررت الشرطة المقدونية ، دون سابق إنذار ، تنظيف الجزء الشمالي من ماتيش.تم اعلان انتهاء عملية عملية MH-2.

## ما بعد العملية
في 28 مايو ، دخلت وحدات الشرطة الخاصة القرية لتنظيفها. بدأ المسلحون الذين كانوا في القرية بإطلاق النار على أنفسهم. أصبحت وحدات جيش التحرير الوطني في قرى لويانغ وسلوبتشاني وأوريزار الدائرية أكثر نشاطًا وبدأت هجومًا مضادًا على ماتيش.

## انظر ايضاً
- عملية فاكسينس
- كمين فيجسي
- معركة تيتوفو
- هجوم كومانوفو

## روابط خارجية
- MAKEDONSKE SNAGE BEZBEDNOSTI POCELE AKCIJU CISCENJA KUMANOVA
- Rat i(li) mir
- Petrovski، Pande (2006). Testimonies 2001. إسكوبية، جمهورية مقدونيا: Kiro Dandaro. ISBN:9989-785-82-1. مؤرشف من الأصل في 2014-08-12.